# Gosie-Otale
Gosie-Otale – część wsi Gosie Duże w Polsce położona w województwie podlaskim, w powiecie zambrowskim, w gminie Kołaki Kościelne.
Dawniej Gosie-Otole lub Otole. 
Śródpolny majątek z zabudowaniami gospodarczymi i 2 budynkami mieszkalnymi.

## Historia
W latach 1921 – 1925 majątek leżał w województwie białostockim, w powiecie łomżyńskim, w gminie Kossaki-Rutki a od 1925 w gminie Kołaki.
Według Powszechnego Spisu Ludności z 1921 roku zamieszkiwało tu 13 osób w 1 budynku. Miejscowość należała do parafii rzymskokatolickiej w Kołakach. Podlegała pod Sąd Grodzki w Zambrowie i Okręgowy w Łomży; właściwy urząd pocztowy mieścił się w Rutkach-Kossakach.
W wyniku napaści ZSRR na Polskę we wrześniu 1939 miejscowość znalazła się pod okupacją sowiecką. Od czerwca 1941 roku pod okupacją niemiecką. Od 22 lipca 1941 do 1945 włączona w skład Landkreis Lomscha, Bezirk Bialystok III Rzeszy.

W latach 1975–1998 miejscowość administracyjnie należała do województwa łomżyńskiego.